# J. F. Weule

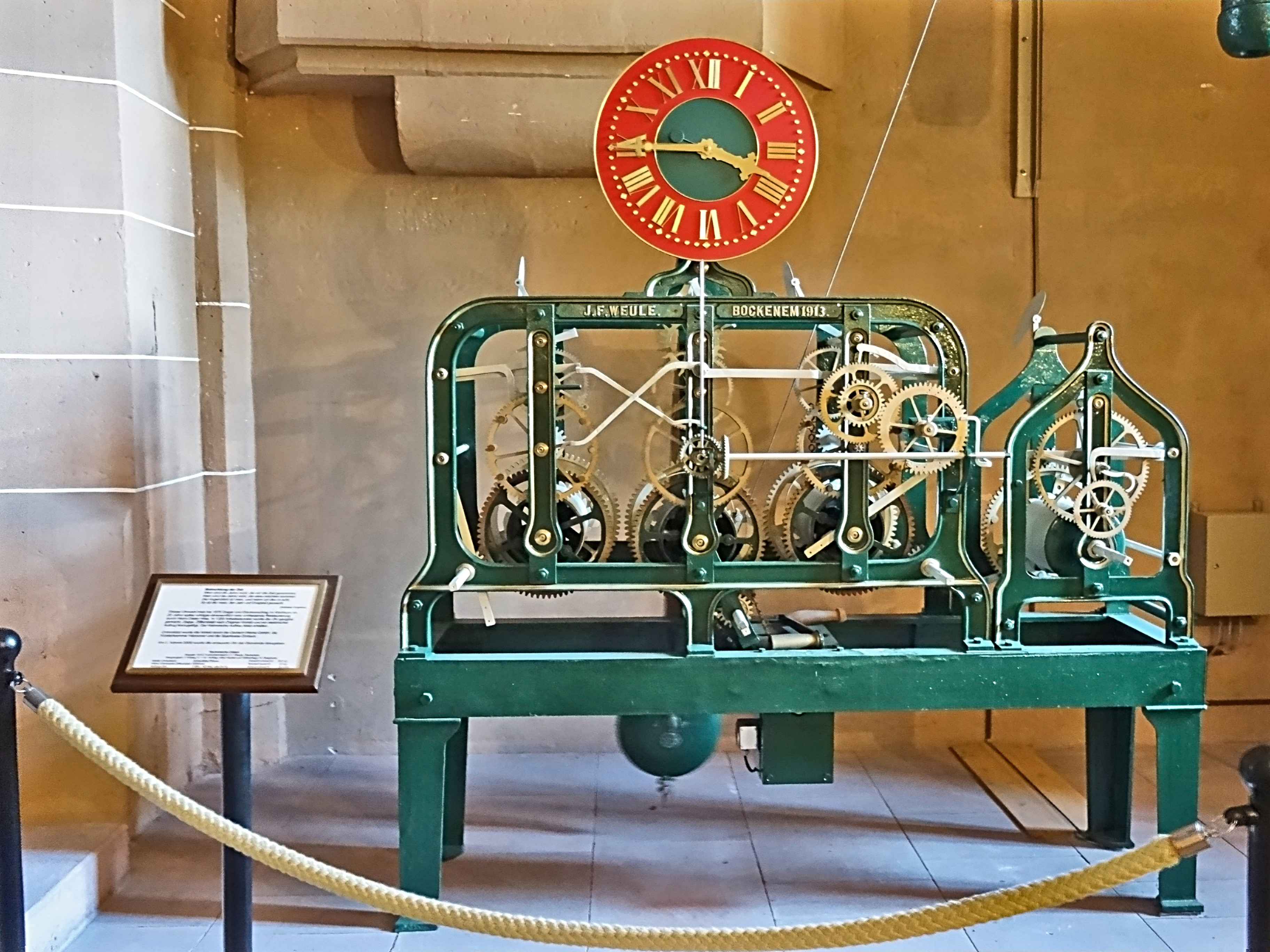
Weule-Turmuhrwerk in St. Alexandri (Einbeck)

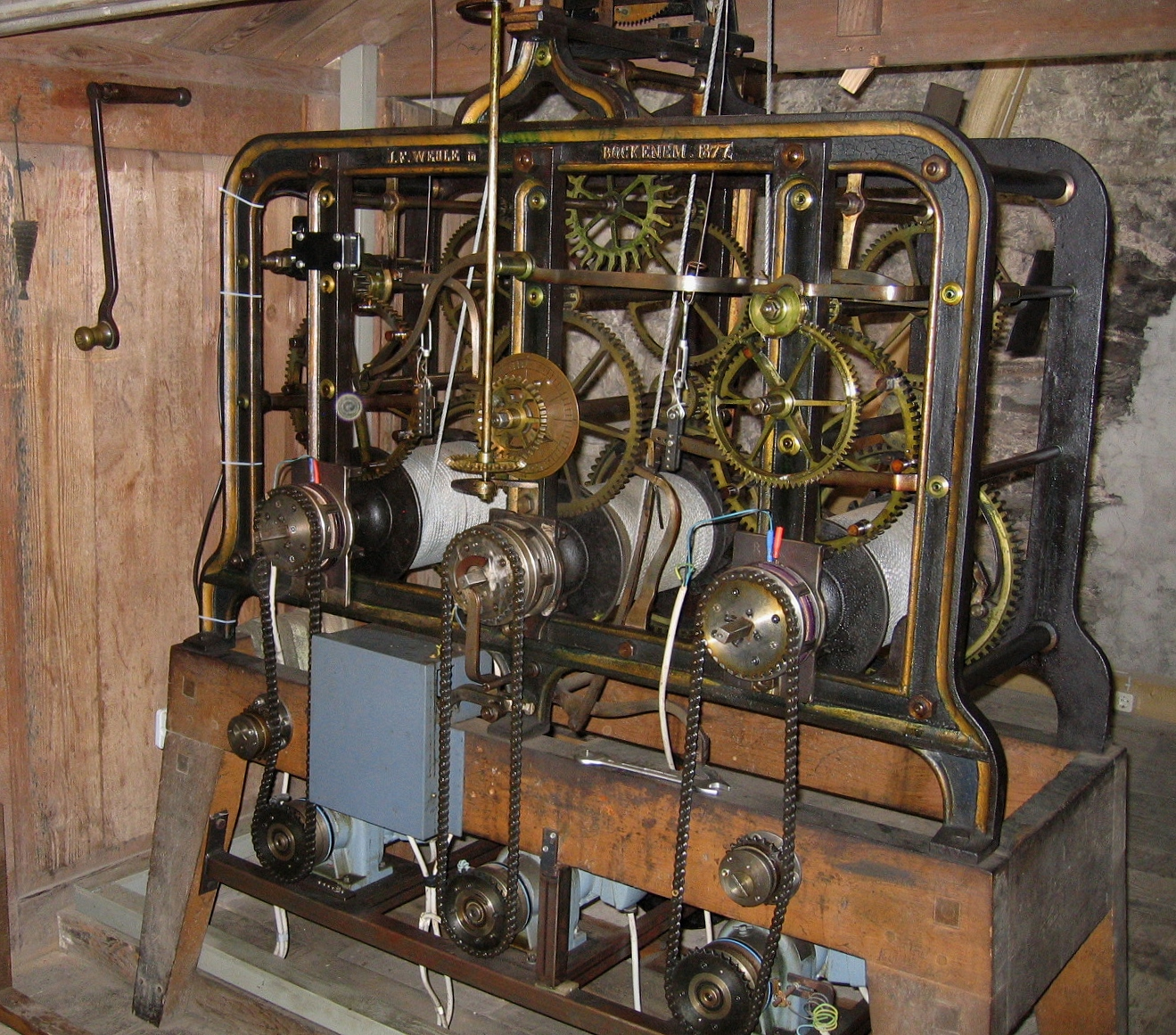
Turmuhrwerk von Weule aus dem Jahr 1877 in der Erlöserkirche, Lüdenscheid, das mit elektrischen Aufzugsmotoren nachgerüstet wurde

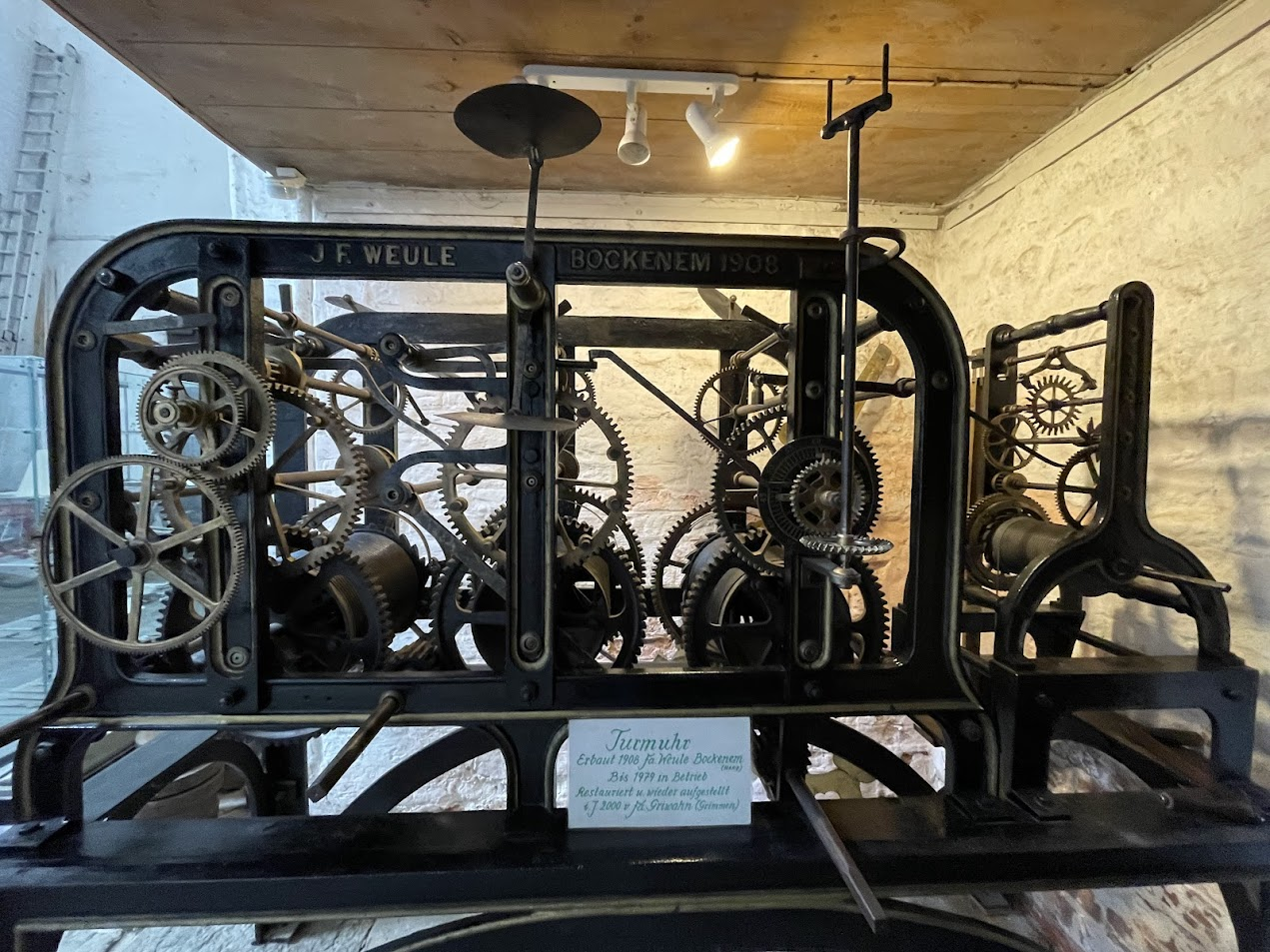
Restauriertes Uhrwerk im Turm des Doms St. Nikolai in Greifswald

J. F. Weule ist der Name einer von 1836 bis 1966 bestehenden Turmuhrenfabrik und Glockengießerei in Bockenem im Ambergau.

## Gründung
Die Gründung des Unternehmens erfolgte am 20. Oktober 1836 durch den Uhrmacher Johann Friedrich Weule (1811–1897). Im April 1847 vernichtete ein Brand etwa 90 Prozent aller  Gebäude in Bockenem. Dieses Ereignis veranlasste Weule, 1848 eine Feuerwehr zu gründen. Der Männerturnverein 1848 geht auf diese Turnerfeuerwehr zurück. Am 8. Mai 1848 nahm er den Auftrag an, für die Marktkirche in Goslar eine Turmuhr zu bauen, und legte damit den Grundstein zu einem Unternehmen, das bis 1953 erfolgreich expandierte. Er entwickelte eine Uhr, die nur einmal wöchentlich (und nicht mehr täglich) aufgezogen werden musste. Sie wurde 1857 an die St.-Petri-Kirche in Buxtehude geliefert.

## Erweiterung und Modernisierung
Ein neues Fabrikgebäude am Steintor wurde im Jahr 1862 bezogen. Der Firmengründer übergab das Unternehmen 1879 an seinen Sohn Friedrich Weule (1855–1952). Dieser begann etwa 1880 mit dem Glockenguss und ließ 1886 den Betrieb mit einer Dampfmaschine ausstatten, die 1898 auch einen elektrischen Generator antrieb. 1888 begann Friedrich Weule mit dem Bau seines burgähnlichen Wohnsitzes Dillsburg. Das Gelände liegt erhöht etwa 3 km westlich von Bockenem am Rand des Waldgebietes Harplage. Weule exportierte seine Produkte inzwischen weltweit.

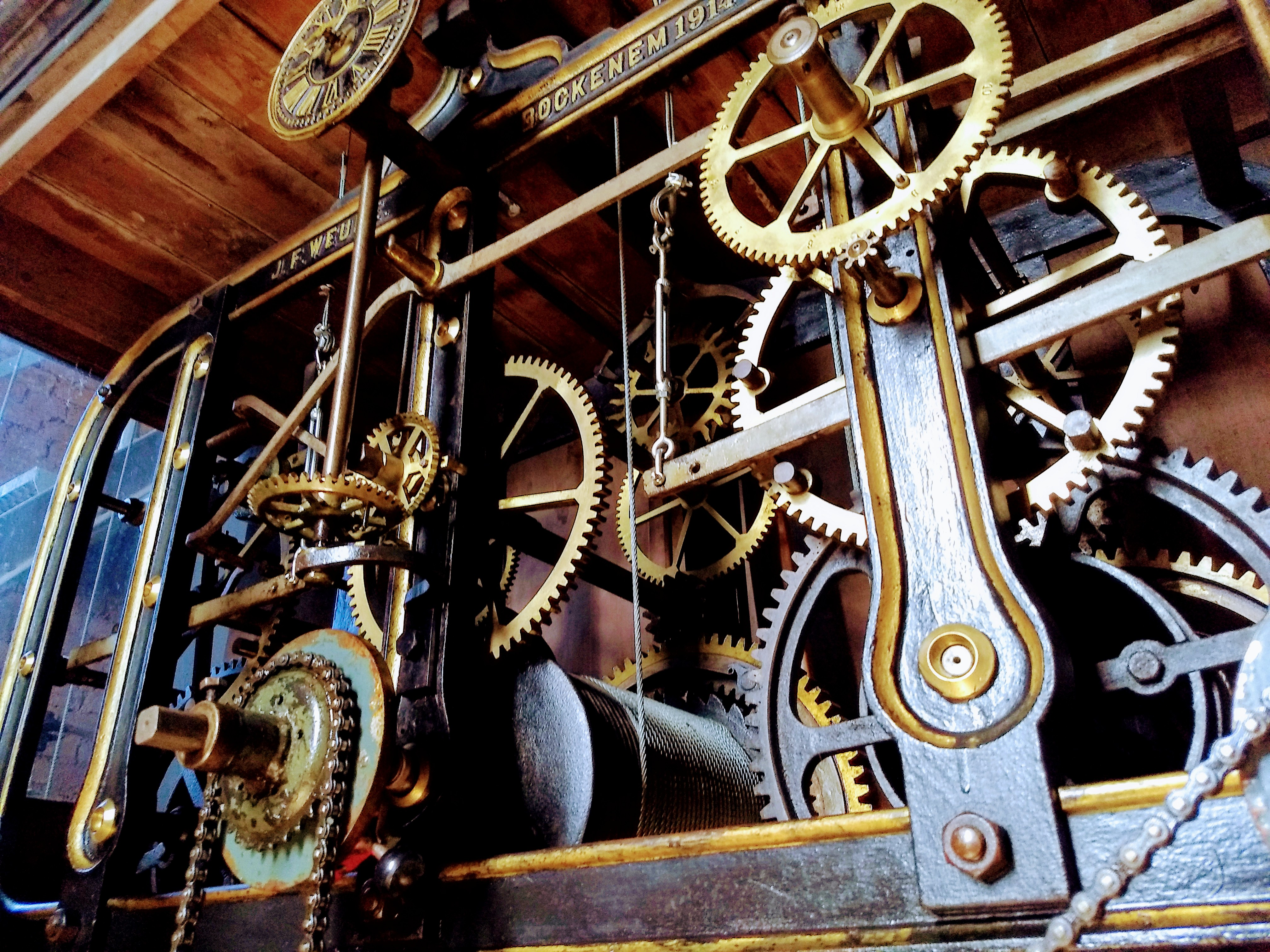
Turmuhr aus dem Jahr 1914 in der kath. Kirche St. Anna Materborn, nachgerüstet mit elektrischem Aufzugsmotor, der über manuelle Kupplungen auf die 3 Winden umgeschaltet wird

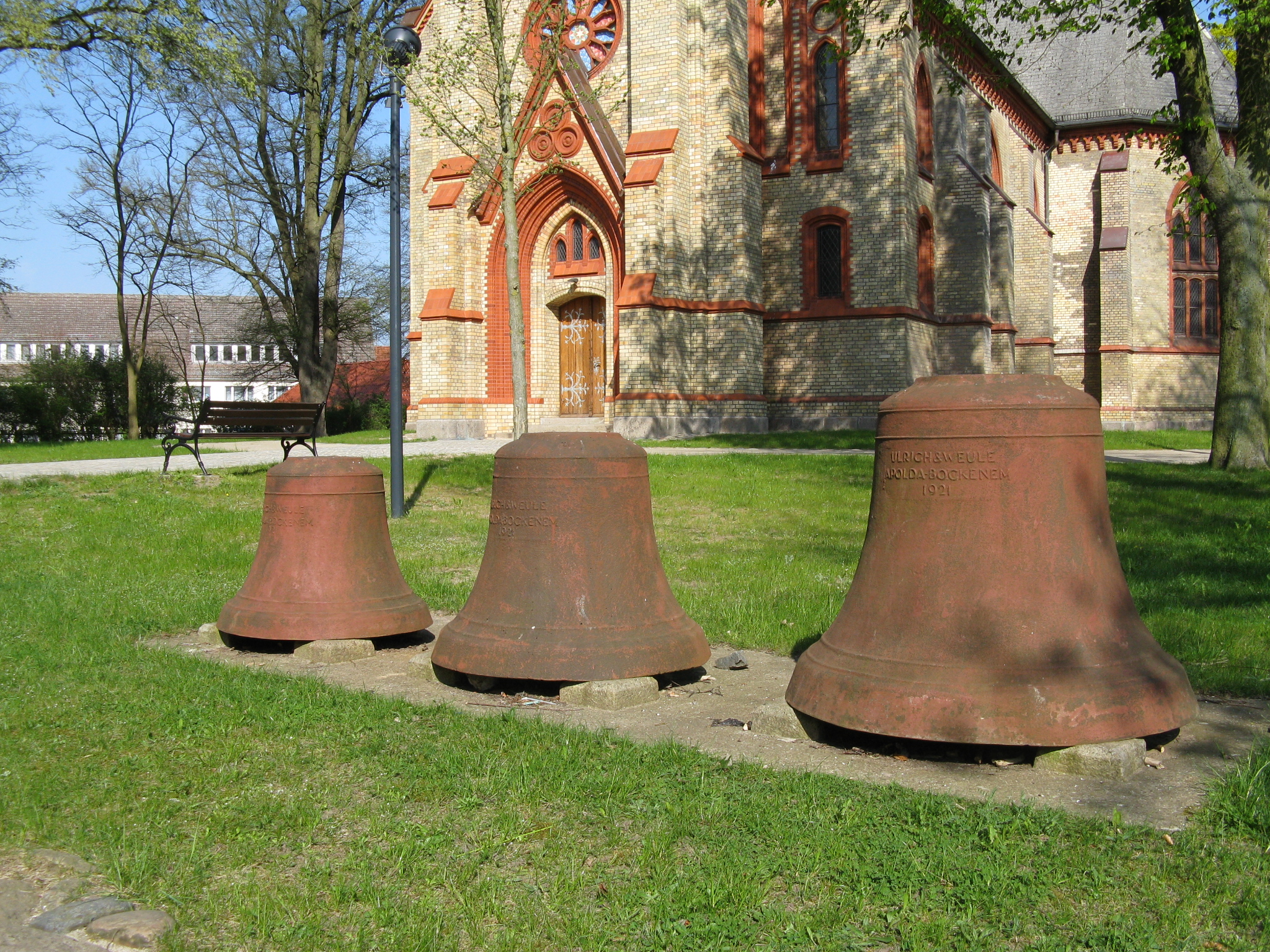
Eisenhartgussglocken von Ulrich & Weule (1921) vor der Stadtkirche Warin

1912 ging die Uhrenfabrik F. A. Beyes aus Hildesheim durch Kauf in den Besitz von Weule über. Der Betrieb wurde hier unter der bisherigen Firma fortgesetzt.
Die Elektrifizierung hielt 1900 auch für die Aufzüge der Turmuhren Einzug. Etwa um 1913 übernahm Friedrich Weules Sohn, der Ingenieur Friedrich Weule jr. (1883–1954) die Geschäftsführung. Während des Ersten Weltkriegs wurde dieser zum Wehrdienst eingezogen und der Vater vertrat ihn im Unternehmen, welches nun Granaten und anderes Kriegsgerät herstellte. Außerdem begann man, ab 1917 statt Bronze- nun Eisenhartgussglocken zu gießen. Bronzeglocken mussten im Ersten Weltkrieg in ganz Deutschland als Metallspende abgegeben werden und wurden zur Materialgewinnung für Rüstungszwecke eingeschmolzen. Nach Kriegsende schien zur schnellen Herstellung zahlreicher Ersatzglocken für die enormen kriegsbedingten Verluste landesweit der Glocken-Eisenhartguss die kostengünstige, wenn auch qualitativ der Bronze nicht ebenbürtige Alternative zu sein, zumal Bronze nun besonders rar war. So gründete Heinrich Ulrich aus Apolda im Jahr 1918 mit Gebr. Ulrich ein Kooperationsunternehmen Ulrich & Weule. Nach dem Ersten Weltkrieg übernahm wieder der Sohn die Leitung. Er entwickelte den Betrieb weiter und brachte ihn auch über die Krisenjahre zwischen 1930 und 1932. Friedrich Weule sen. zog sich später auf die Dillsburg in der Nähe von Bockenem zurück.

## 1933 bis 1945
Zum hundertjährigen Bestehen im Jahre 1936 erschien eine Festschrift Friedrich Weules jun., in der er sich als glühender Verehrer Adolf Hitlers präsentierte. Als der Bockenemer Bürgermeister im April 1933 auf Grund des Gesetzes zur Wiederherstellung des Berufsbeamtentums zwangsweise beurlaubt und danach entlassen wurde, stellte sich Weule für den Posten zur Verfügung. In dieser Zeit reiste er nach Berlin, um Adolf Hitler die Ehrenbürgerschaft von Bockenem anzutragen. Nach sieben Monaten trat er als Bürgermeister zurück, weil er sich um seinen Betrieb kümmern musste. 1936 wurde ein Glockenspiel für die Olympischen Spiele in Berlin gebaut.
Zu Beginn des Zweiten Weltkriegs wurde die Turmuhrenfabrik zum kriegswichtigen Betrieb erklärt und später ein Arbeitslager für etwa 30 sowjetische Kriegsgefangene eingerichtet. Etwa 120 Personen stellten 10,5-mm-Geschosse für die Artillerie und ab 1942 auch Geräte für die Kriegsmarine her. Die Uhrenabteilung fertigte Kaffeekessel für Feldküchen. Am 8. April 1945 erreichten Truppen der US-Army Bockenem.

## Weiterführung nach 1945, Ende 1966

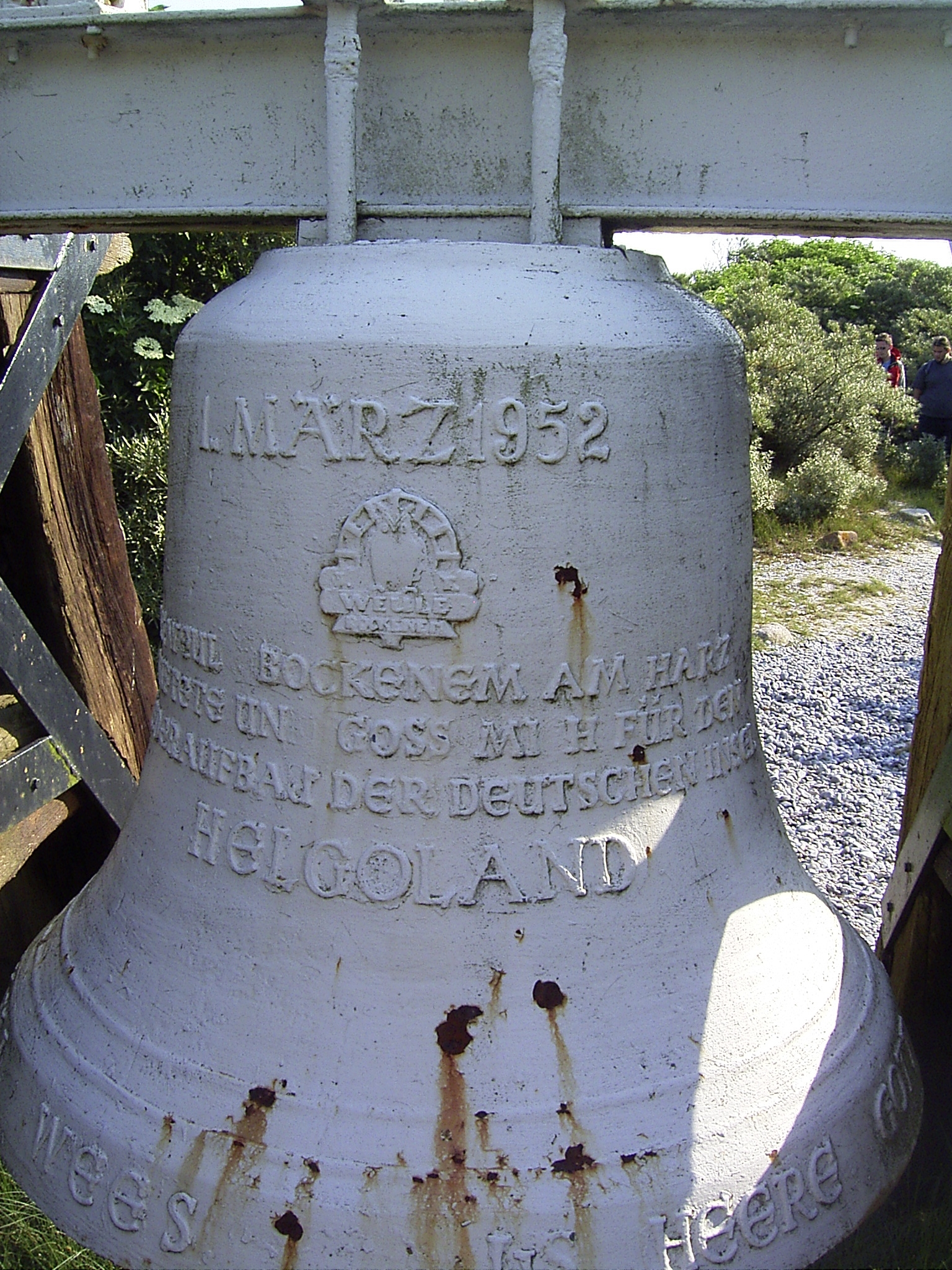
Helgolandglocke (1952), heute auf dem Friedhof der Namenlosen auf der Helgoländer Düne

Schon bald nach Kriegsende fertigten etwa 85 Mitarbeiter wieder Turmuhren und Glocken, nun aber wiederum in Eisengusstechnik. Durch die Zerstörungen im Krieg und auch für die Neubauten der Nachkriegszeit bestand eine erhebliche Nachfrage.
1951 stieg ein zweiter Teilhaber in das Unternehmen ein, und man versuchte, Textilmaschinen zu bauen. Doch am 18. März 1953 ging der Textilmaschinenbau in Konkurs. Friedrich Weule jun. hatte bis dahin den Betrieb 40 Jahre lang geleitet. Etwa 140 Mitarbeiter wurden arbeitslos. Einige konnten am 20. Dezember 1954 wieder an ihre gewohnte Arbeit gehen, weil die Wilhelmshütte aus Bornum den Betrieb übernahm und weiterführte. Aus dem Firmennamen Weule wurde Wilhelmshütte Werk Bockenem.
Außer Turmuhren und Glocken wurden Zifferblätter, Zentraluhren, Gebäudeuhren, Läutemaschinen und Glockenspiele gebaut und vertrieben, zunächst überwiegend im Bundesland Niedersachsen. Bekannt wurden besonders die Heimkehrerglocken im Grenzdurchgangslager Friedland bei Göttingen 1949 und die Helgolandglocke 1952. Nach der Übernahme wurde das Produktionsprogramm um Herd- und Ofenteile erweitert, doch als die Wilhelmshütte 1966 ebenfalls Konkurs anmeldete, war auch der Betrieb Weule nicht mehr zu halten.
In den Gebäuden und mit den vorhandenen Maschinen gründete sich im Dezember 1970 das Turmuhren- und Heimatmuseum Bockenem, das seitdem alte Weule-Uhren und Glocken sammelt und in Funktion ausstellt sowie über die Firmengeschichte informiert.
Das Fabrikgebäude wurde nach 1966 zuerst noch als Lagerraum benutzt und ab September 1979 schrittweise abgerissen. Eine Brandstiftung am 13. Juni 1980 richtete großen Schaden an. Schließlich wurden im Juni 1987 die letzten Gebäude abgetragen und nur der erhaltenswerte Glockenturm dem Museum übergeben. An J. F. Weule erinnern heute ein Straßenname am ehemaligen Fabrikgelände und ein Grabstein auf dem Friedhof von Bockenem.

## Noch existente Turmuhren

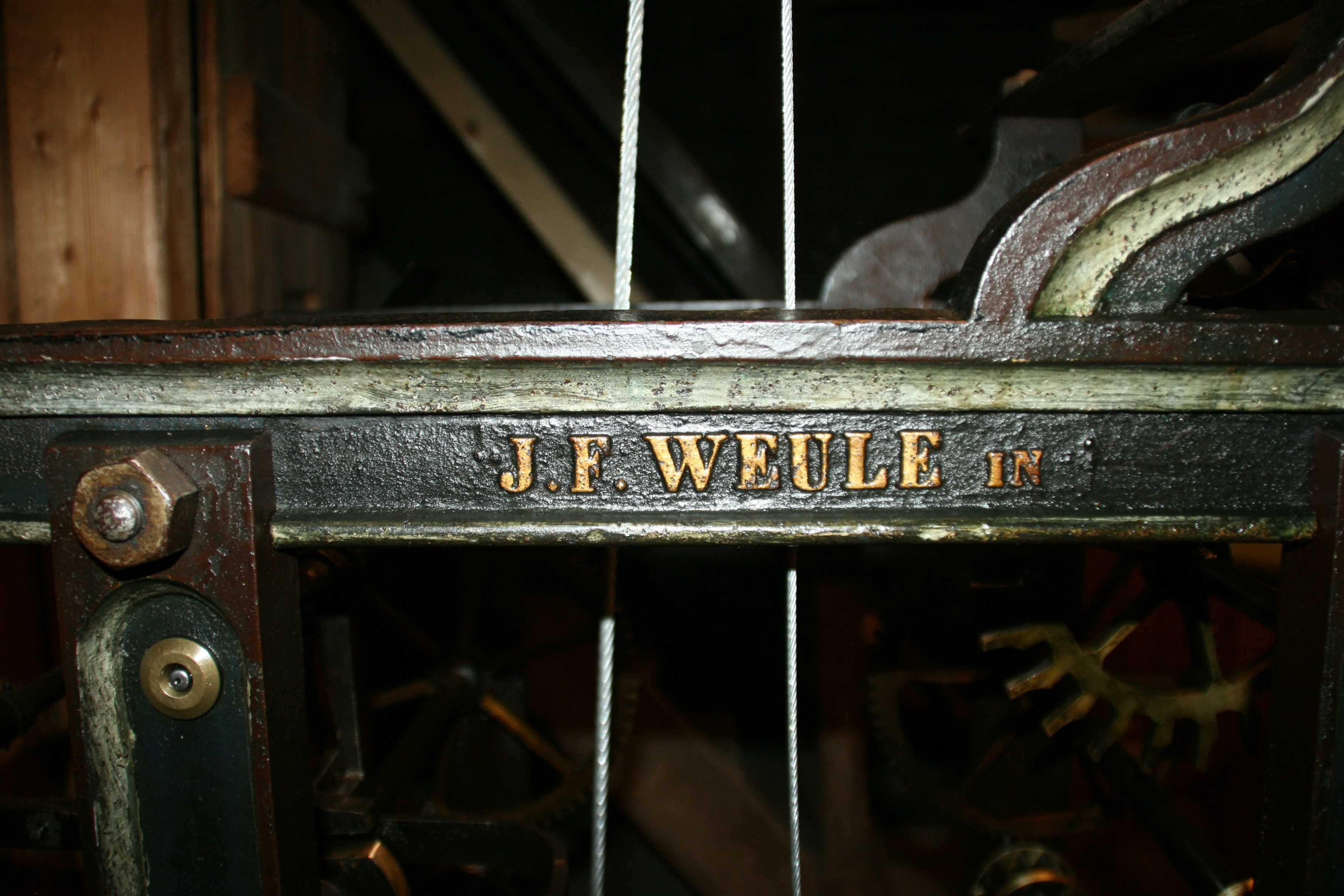
Inschrift an der Turmuhr der Christuskirche in Plettenberg

An Weule-Turmuhren sind Innovationen zur Uhrgenauigkeit bei Sturm mit 2-Tangenten-Pendeldämpfer für das Gehwerk-Gewicht möglich; Beispiel: 1906 St.-Johannes-Kirche in Gehrden.
(Auswahl):
- 1749 (wahrscheinlich später eingebaut): Dorfkirche Nassenheide
- 1848: Marktkirche Goslar (Viertel- und Stundenschlag)
- 1866: Herrenhaus des Gut Cadenberge
- 1878: Ev.-luth. St.Jacobi-Kirche in Stolzenau/Weser (Viertel- und Stundenschlag)
- 1882: Alter Leuchtturm, Borkum (Halb- und Vollstundenschlag)
- 1890: St. Gallus, Neugalmsbüll (Halb- und Vollstundenschlag)

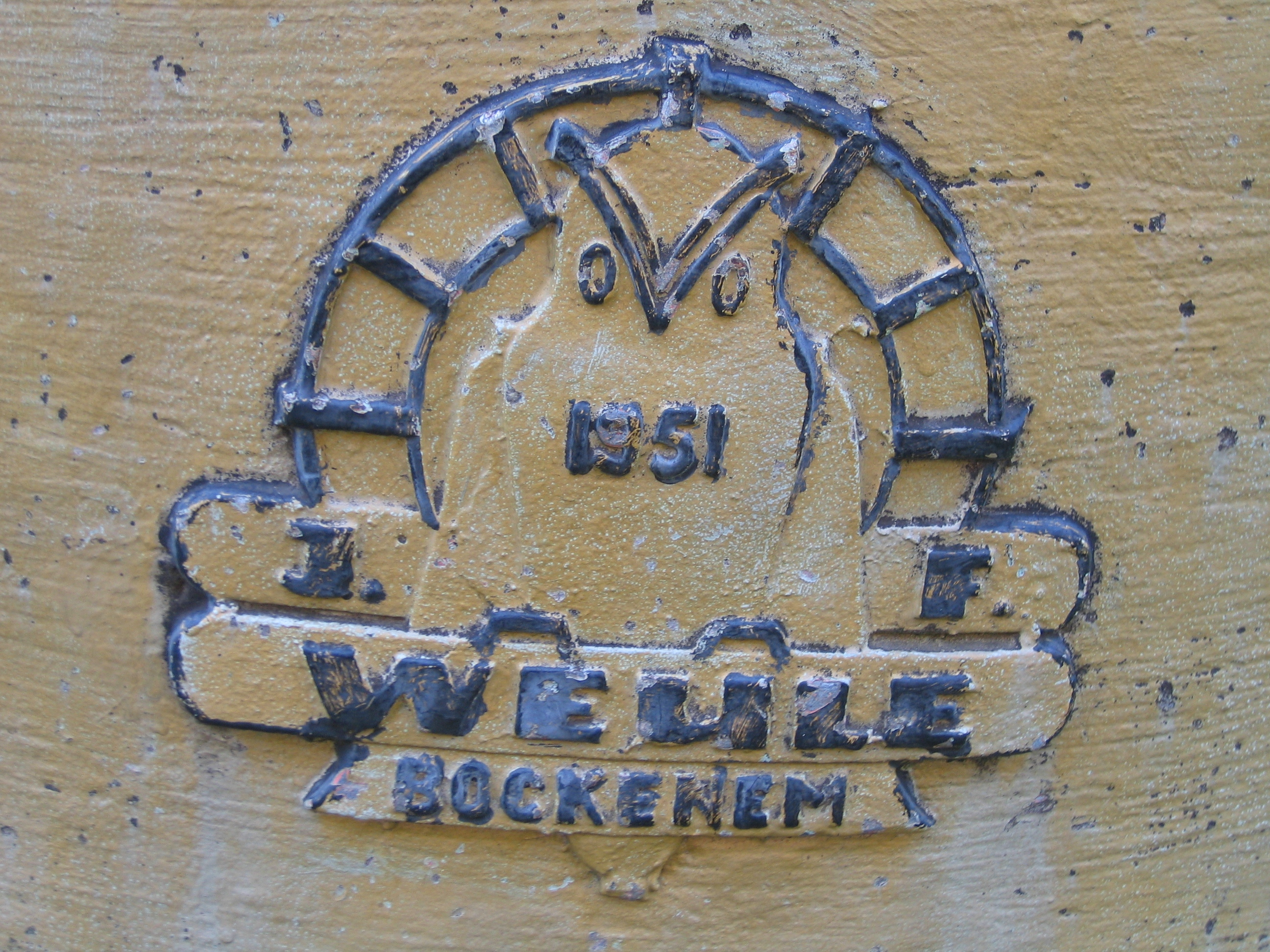
Glockengießerzeichen auf der e-Glocke von 1951 der Ev.-ref. Kirche Wölfersheim

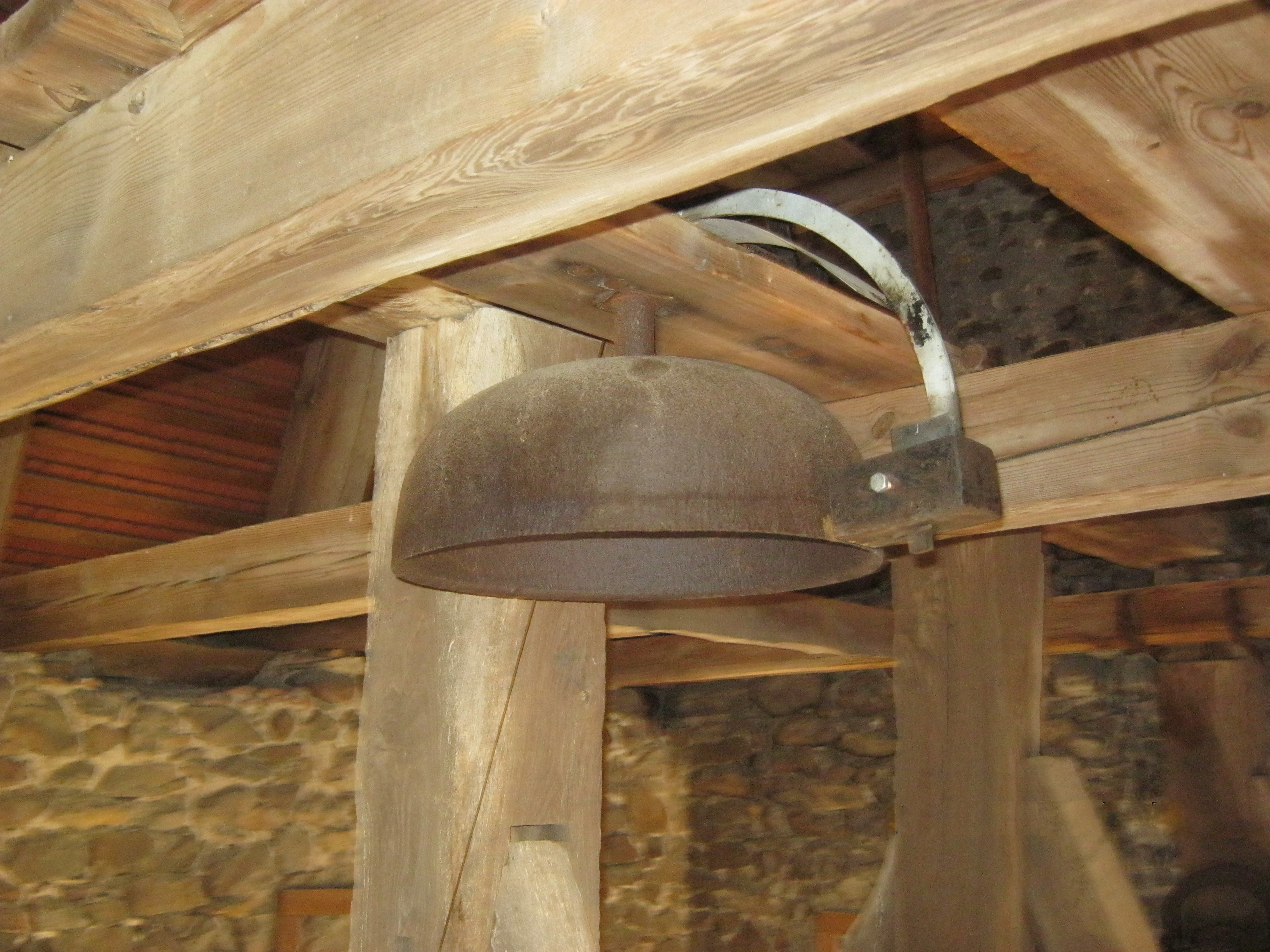
Frühes Hammerwerk für Uhrschlag der Weule-Turmuhr von 1906 der St.-Johannes-Kirche in Gehrden bei Zerbst

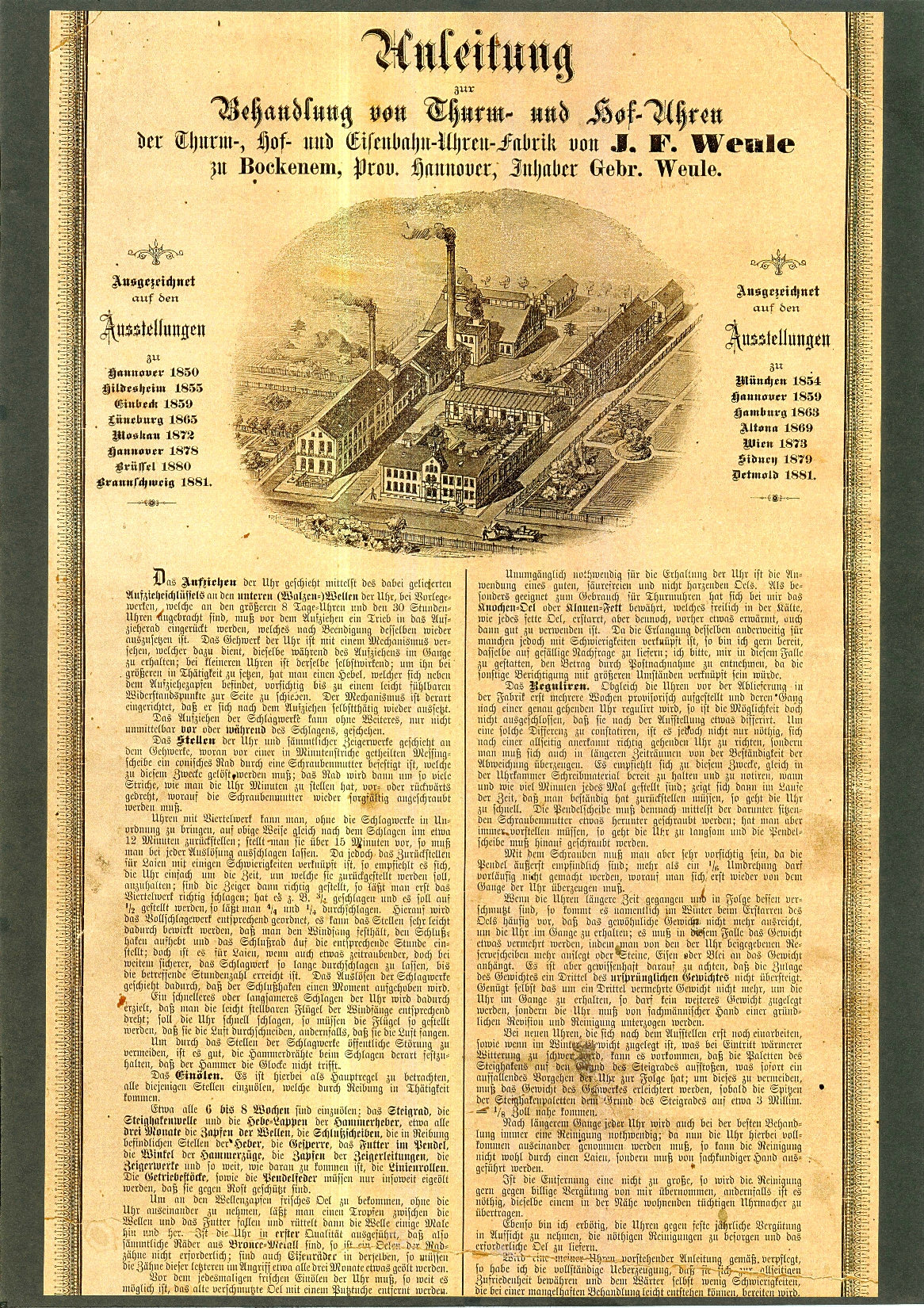
Wartungsanleitung der Weule-Turmuhr

- 1893: Parroquia San Francisco de Asís Chapala (Jalisco) México
- 1897 St. Ludgeri (Ehmen)
- 1899: Stadtkirche Heiligenhafen
- 1899: evangelische Kirche Wernigerode, Gemeinde Sonnenstein (Bauart wie Nicolaikirche Krimderode)
- 1900: Rathaus Neustadt-Glewe (Viertel- und Vollstundenschlag)
- 1900 St. Martini Stötterlingen
- 1900 Rathaus Großalmerode
- 1902: Sankt Nikolai Altenau (Viertel- und Vollstundenschlag)
- 1903: Christuskirche, Hamm/Westf. (Viertel- und Vollstundenschlag)
- 1903: Nicolaikirche Krimderode (Halb- und Vollstundenschlag)
- 1903: Schloss Neersen
- 1904: Rathaus Wettin (Wochenuhr mit zwei Schlagwerken)
- 1904: St. Benedikt (Schochwitz) mit Schlagwerkzusatz von 1907 (eingestellt für die Arbeitszeiten in der Landwirtschaft),
- 1904: St. Nicolai in Grömitz
- 1905: Neues Schulhaus Neuwerk i. Harz (Viertel- und Vollstundenschlag)
- 1906: St.-Johannes-Kirche in Gehrden bei Zerbst (Halb- und Vollstundenschlag;  2019 wurde die am frühen Hammerwerk gebrochene Prellfeder ersetzt; 2020 wurde die Turmuhrgenauigkeit bei Sturm verbessert)
- 1906: Johanniskirche Welterbestadt Quedlinburg (Viertel- und Vollstundenschlag)
- 1907: Pfarrkirche Sankt Georg und Sankt Juliana (Küllstedt), bis in die 1980er Jahre in Betrieb
- 1908: Iglesia Nuestra Señora de la Merced, San José de la Esquina, Santa Fe, Argentina.
- 1908: Dom St. Nicolai, Greifswald, bis 1979 in Betrieb. Das Uhrwerk wurde 2000 restauriert und läuft immer noch im Erdgeschoss des Kirchturms.
- 1909: Neustädter Kirche in Celle
- 1909: Evangelische Kirche Upen (Halb- und Vollstundenschlag, Betglockenanschlag)
- 1909: Evangelische Kirche für Tsingtau in Qingdao[6]
- 1909: Evangelische Kirche in Wolfenhausen
- 1910: Katholische Kirche Nossa Senhora de Sant’Ana in Santana do Cariri, (Ceará) Brasilien
- 1910: Altes Feuerwehrhaus Waffensen (Halb- und Vollstundenschlag, inaktiv)
- 1910: Evangelische Kirche in Sandersdorf
- 1912: Friedenskirche (Aue-Zelle)
- 1912: Alte Schule Merkenfritz, Hirzenhain (Halb- und Vollstundenschlag)
- 1912: Rhein-Wied-Gymnasium Neuwied, Viertel- und Vollstundenschlag aktiv
- 1913: Evangelische Peter-und-Paul-Kirche Bad Tabarz (Viertel, Halb, Vollstundenschlag)
- 1914: Katholische Kirche St. Anna Materborn (Viertel- und Vollstundenschlag)
- 1915: Evangelische St.-Marien-Kirche Parchim
- 1915: Katholische Kirche St. Peter Koblenz-Neuendorf
- 1922: Katholische Kirche St.Johannes d.T. Treis
- 1923  Stadtkirche St. Wenzel Naumburg
- 1924 Wieża Ratuszowa w Żaganiu (Śląsk) – Polska
- 1925: Evangelische Kirche in Eilsum
- 1927: Dorfkirche Bischofrode (Viertel- und Vollstundenschlag)
- 1928: Michaeliskirche zu Fallersleben (Viertel- und Vollstundenschlag)
- 1940: Centro Cívico Bariloche  – Argentina Provincia de Río Negro[7]
- 1945: Erlöserkirche Othfresen (Halb- und Vollstundenschlag, Betglockenanschlag)
- 1950: Katholische Kirche São Francisco de Assis in Campina Grande, (Paraíba) Brasilien. (1950 war das Jahr der Einweihung der Klosterturmuhr. Die Uhr selbst ist älter, vermutlich aus den 1920er oder 1930er Jahren)

## Siehe auch

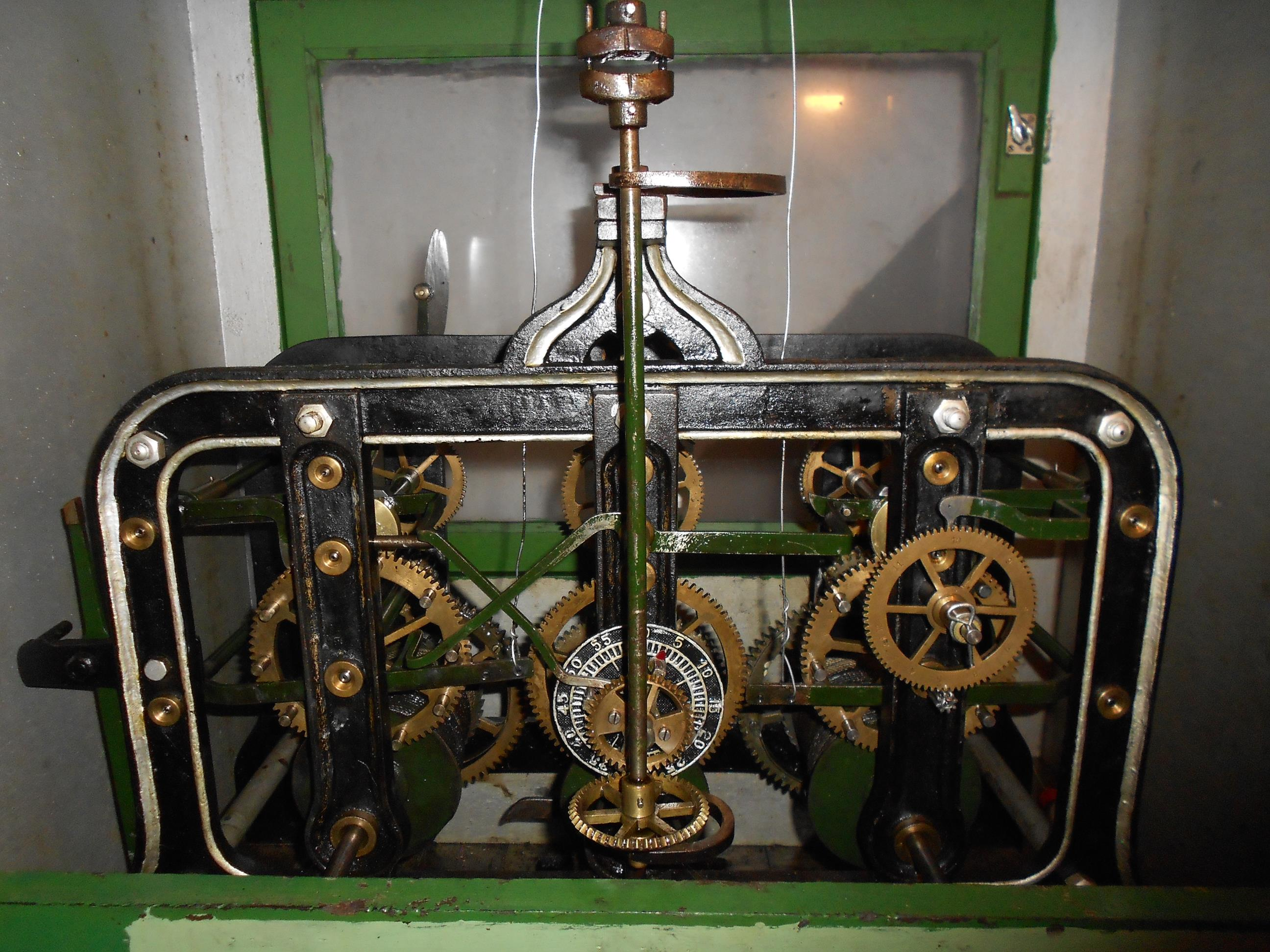
Weule-Uhr im Turm des Convento São Francisco de Assis in Campina Grande, Paraíba, Brasilien